# Don Orione Atletic Club
Don Orione Atletic Club es una institución deportiva de la ciudad de Barranqueras, provincia del Chaco, Argentina; su principal actividad es el fútbol, siendo uno de los clubes más reconocidos de la provincia. También se practican otras disciplinas como baloncesto, vóley, hockey, canotaje, Kung Fu, Karate y paddle. El fundador y primer presidente de la institución deportiva fue Pedro Biolchi.
Después de Chaco For Ever y Sarmiento es el club más fuerte del Chaco habiendo obtenido 15 títulos de la Liga Chaqueña de fútbol y 1 Torneo Regional (antiguo Torneo Argentino A) en 1971, el Torneo Federativo en 2012 que otorga una plaza al torneo del interior y el Torneo Federal C que obtuvo en 2018. Tuvo su primer y único bicampeonato en el 2006 habiendo ganado ambos Apertura y Clausura y por ende el título de campeón oficial del año, campeonatos logrados bajo la conducción del Sr. Raúl Eric Ernesto Acosta.
En básquet el Club Don Orione participa del torneo metropolitano de basquetbol junto al club de Regatas Resistencia, Hindú Club (Resistencia) y el Club Villa San Martín, que organiza la Asociación de basquetbol de Resistencia. En este deporte el Club es el único que no es de Resistencia.
Debido a que es el único club deportivo de la localidad de Barranqueras, todas sus afiliaciones las tiene con entidades ubicadas en la ciudad de Resistencia, lo cual se faciliita a la vez, debido a la conexión entre ambas ciudades, las cuales conforman junto a las localidades de Fontana y Puerto Vilelas, el centro principal del aglomerado urbano conocido como Gran Resistencia. 
Sin embargo, su verdadero clásico rival es el club Defensores de Vilelas el cual, al igual que Don Orione, se caracteriza por ser el único equipo de su localidad, pero debido a la cercanía entre Barranqueras y Puerto Vilelas ambas escuadras confluyen en un enfrentamiento conocido en el ámbito de la Liga Chaqueña como "El Clásico Portuario".
Al mismo tiempo, la cercanía entre la ciudad de Barranqueras con el estadio de Chaco For Ever, da origen al clásico interurbano más importante de la provincia del Chaco, entre Orione y For Ever. Sin embargo, el mismo no tiene trascendencia a nivel provincial, dado la cercanía de ambas ciudades, siendo considerado como un clásico de barrio más.

## Historia
La iniciativa que dio origen al Club Atlético Don Orione surgió el 29 de agosto de 1942, cuando un grupo de entusiastas de la Acción Católica, liderados por el Padre Juan Ibertoski, fue convocado para representar a la parroquia "La Inmaculada Concepción" de Barranqueras, Chaco, en un partido de fútbol en Itatí, Corrientes. Este equipo, propuesto por Don Julio Arbués, hincha de Independiente, adoptó el nombre de Don Orione y vistió una camiseta roja con la inscripción "Orione" bordada en el pecho.
Algunos de sus integrantes, como Don José "Pepe" Lestani, Julio Arbués y Eleuterio González, ya habían participado en campeonatos barriales como parte del "Lagunita Futbol Club". A medida que avanzaban los años y con el crecimiento de Don Orione, respaldado por la comunidad, estos jóvenes, con el apoyo de destacadas personalidades de Barranqueras, decidieron fundar el Club Social y Deportivo. Así, el 2 de junio de 1946, nació oficialmente el Club Atlético Don Orione, siendo su primer presidente el Dr. Pedro Biolchi.
Ese mismo año, el club se inscribió en la Liga Chaqueña de Fútbol, pero debido a la similitud de colores con Estudiantes, decidieron adoptar los colores blanco, amarillo y azul del Vaticano, por sugerencia del Padre Mario Cabri. En 1947, Don Orione logró el ascenso a primera división de manera invicta, consolidándose como un club de origen popular respaldado por las familias más influyentes de la ciudad portuaria.
La primera cancha (no oficial) se ubicó en la avenida San Martín al 1100 (actual cancha de las monjitas). El primer estadio oficial se construyó en Villa Forestación en 1950, gracias al traspaso del jugador José Pepe Lestani al Club Atlético River Plate durante la presidencia de Don Germán Azula. El primer campeonato se logró en 1959, rompiendo la racha de 7 campeonatos consecutivos de Sarmiento.
En 1970, se produjo la fusión con el Atlétic Club (club de básquet de la zona del puerto), que estaba en riesgo de desaparecer. La votación resultó a favor de la fusión (5 a 3), siendo el Dr. Arístides Ginesta representante del Atlétic Club. El segundo campeonato en 1970 permitió al club participar en el Regional, donde venció al poderoso Unión de Santa Fe por tres goles contra dos en la cancha de Sarmiento.
En 1984, durante la presidencia del Dr. Arístides Omar Ginesta, se inauguró el nuevo estadio de fútbol, trasladando las instalaciones de Villa Forestación a Belgrano 1180, donde se encuentran actualmente. Hoy en día, el Club Atlético Don Orione se ha consolidado como una institución pujante con diversas disciplinas deportivas, destacándose como uno de los grandes del deporte chaqueño y de la región.
En el 2013 se consagra campeón del Apertura al ganarle la final en Puerto Tirol a Central Norte por 1 a 0 con gol de Enzo Pittau. Clasifica para jugar la final del año frente a Villa Alvear donde en 2 partidos se consagraría campeón nuevamente ganando el primer partido 2 a 1 con tantos de Darío Molina por 2 para el portuario mientras que descontaría Juan Acevedo para el funebrero. el otro partido terminaría en empate sin goles pero la ventaja de Orione en el primer partido le permitió festejar sumando así una nueva estrella.
En el 2014 disputaría dos competencias Torneo Local y Torneo del Interior donde en este último llegaría hasta la final pero se quedaría con las manos vacías tras perder con San Carlos de La Escondida y a fin de año faltando 3 fechas para terminar el campeonato en el Portuario asumiría un nuevo técnico Cristian Talabera donde nuevamente volvería a jugar una nueva final nada más ni nada menos que contra Villa Alvear donde otra vez Don Orione se terminaría quedando con el Oficial ganando por un tanto contra 0 con el gol de Sergio "Carpi" Rivero para los portuarios donde sumaria su 15 título de Liga Chaqueña en primera división.
Para el 2015 Don Orione vuelve a participar en el Torneo del Interior donde cae eliminado en segunda ronda frente a Defensores de Formosa en un final con incidentes entre jugadores de ambos equipos y simpatizantes de la hinchada de Don Orione,  con esta derrota Talabera presentó su renuncia al frente del equipo. Se hizo cargo del equipo Fabián Maffei exjugador del club quien fuera ayudante de Talabera en la temporada anterior donde alternaría buenas y malas y en la fecha 16 renunciaría al mando del equipo por decisión propia. Otra vez volvería la vieja dupla quien fuera campeón en años anteriores en el portuario en el apertura 2009, apertura y oficial 2013 , Miguel Duarte y Fernando Mejias, Mientras tanto clasificado ya a los play offs defendería su título nuevamente pero caería en semifinales contra Fontana en dos partidos, en el primer partido Fontana en la ciudad del Abrazo Cordial se llevaría por 2 a 0 con dos goles de Pablo Silva mientras que la vuelta se jugó en Barranqueras donde el equipo Local salió vencedor ganando 2 a 1 donde empezó ganando el equipo visitante con gol de Rodrigo Martínez mientras que empataría el partido Alberto Paladino para el local y nuevamente para el elenco de Barranqueras Juan Acevedo, pero no le alcanzó ya que el gol de diferencia de Fontana en el partido de vuelta Dio la clasificación para el equipo "Taninero" dejando afuera al defensor del título Don Orione. 
El 2016 arrancaría disputando el Torneo Federal C pero sin embargo al realizar una mala campaña en la fase de grupos no consigue clasificar para la segunda ronda por lo que se despediría rápido del torneo. Miguel Duarte renunciaría al mando del equipo, por lo que Don Orione asumiría un exjugador y técnico en inferiores David Duarte donde protagonizaría en el campeonato local una muy buena campaña siendo su primer año al frente del equipo ya que le pelearía mano a mano el torneo nada menos que a Sarmiento pero se tendría que conformar con el subcampeonato.

## Campeonatos Nivel Nacional

### En el Campeonato Regional 1970
En 1970, el Club ganó el Torneo Regional (antiguo Torneo Argentino "A").
| Equipo                    | PJ | PG | PE | PP | GF | GC | Ptos. |
| ------------------------- | -- | -- | -- | -- | -- | -- | ----- |
| Don Orione Atletic Club   | 4  | 3  | 1  | 0  | 10 | 6  | 7     |
| Club Atlético Unión       | 4  | 1  | 2  | 1  | 14 | 5  | 4     |
| Club 1º de Mayo (Formosa) | 4  | 0  | 1  | 3  | 4  | 17 | 1     |

### Torneo Nacional 1971
En el Torneo Nacional 1971, Don Orione se enfrentaría a equipos de la talla de Independiente y River Plate, pero sus mayores éxitos fueron las victorias conseguidas en casa frente a equipos como Banfield, Huracán, Ferro Carril Oeste, y Huracán (CR), venciendo a este último por un marcador de 5-2.
Junto a Sarmiento, Chaco For Ever y Unión de Pinedo, Don Orione es uno de cuatro equipos en la historia del fútbol de Chaco en disputar un campeonato nacional.

## Campeón del Federativo 2012
En el año 2012, Don Orione se consagró en el Torneo Federativo disputando una plaza para ascender al Torneo Argentino C.

## Estadio

### El primer estadio
Cuando se creó el club, en 1950 el primer estadio se situó sobre las avenidas Gaboto y 9 de julio en el barrio "UCAL" en la ciudad de Barranqueras donde fue conocido como el "Cementerio de los elefantes". En ese estadio ganó sus primeros dos títulos de liga como Club Deportivo Don Orione.

### El estadio actual
En 1984 se construye su nuevo estadio de Fútbol, trasladándose del predio de Villa Forestación a General Belgrano 1180 donde actualmente se encuentra , durante la presidencia del Dr. Arístides Omar Ginesta. Dicho estadio se encuentra a 500 metros de edificio municipal, paralelo al Riacho Barranqueras, cuenta con una tribuna lateral de 125 metros con 22 escalones de 50 centímetros de alto.
Un campo de juego de 105x75 siendo unos de los campos de juego más grande de la liga.

### Otras Instalaciones
El Club posee el estadio de básquet el único en el área metropolitana que tiene tribuna en sus cuatro lados y codos respectivamente. Dos Canchas de paddle con una cantina, una pileta para temporada de verano (no climatizada) dos cancha de fútbol, 7 y 5, y dos canchas de básquet al aire libre.

## Apodo
El club es apodado el "Portuario" por ser el único club de la ciudad de Barranqueras la cual fue por casi toda su existencia una ciudad puerto. Al mismo tiempo y debido a la reciente canonización de Luis Orione, el equipo recibió el apodo de "El Santo". También recibiría el mote de Tricolor debido a que sus colores distintivos son el Blanco, Amarillo y Azul. Otro apodo con el cual se conoce vulgarmente a los simpatizantes de este club es "Moncholeros", el cual deriva del pez conocido como moncholo, el cual abunda en las aguas del Riacho Barranqueras, curso de agua que baña las costas de Barranqueras.

## Uniforme
- Titular: Camiseta azul con una "V" amarilla en el pecho. El pantalón azul y las medias blancas.
- Alternativa: Camiseta blanca con una "V" amarilla. El pantalón azul y medias azules.
- Tercero: Camiseta azul con "V" y bordes amarillos en las mangas, pantalón amarillo y medias azules

## Indumentaria y Patrocinadores en el uniforme
| Periodo       | Indumentaria                       | Patrocinador                                                    |
| ------------- | ---------------------------------- | --------------------------------------------------------------- |
| 1997-2001     | Ninguno                            | Ninguno                                                         |
| 2002          | Barranca                           | Todo Fiat Peugeot                                               |
| 2003          | Alfest Sport                       | Carlos Bisordi Deportes                                         |
| 2004-2006     | Barranca de Ledesma J. G. y D. G.  | Hierros Líder S.A.                                              |
| 2007-2009     | Expresión de Ledesma J. G. y D. G. | Hierros Líder S.A.                                              |
| 2010          | Expresión de Ledesma J. G. y D. G. | Hierros Líder S.A.- ERSA Chaco                                  |
| 2012 - 2019   | Expresión de Ledesma J. G. y D. G. | Hierros Líder S.A.- S.A.M.E.E.P.                                |
| 2016 - 2019   | Expresión de Ledesma J. G. y D. G. | Hierros Líder S.A.- S.A.M.E.E.P.                                |
| 2017-2019     | Tactico de Los Ledesma             | Hierros Líder S.A.- S.A.M.E.E.P.'                               |
| 2021-presente | Pinamontano                        | Grupo La ParanaenseSupermercados "San Martin"Transportes Arbues |

## Clásico
Tras su constitución, el Don Orione Atletic Club se convirtió desde el momento mismo de su creación en la única institución deportiva de la ciudad de Barranqueras, por lo que no posee un clásico rival en esa localidad. Sin embargo, su clásico rival está en el Club Atlético Defensores de Vilelas con quien disputa en el ámbito de la Liga Chaqueña el "Clásico Portuario". Esta rivalidad es alimentada por el hecho de que ambos son los únicos clubes de sus respectivas localidades, las cuales a su vez están pegadas una al lado de la otra, al este de la ciudad de Resistencia.  Actualmente posee una gran rivalidad de estas últimas décadas con Resistencia Central.
Por otra parte, el Club Don Orione tiene una rivalidad muy fuerte con el club Chaco For Ever y queda demostrado cada vez que la parcialidad forevista intenta ocupar su lugar en el estadio portuario. Asimismo, son también considerados partidos clásicos los disputados contra los otros dos grandes equipos de Resistencia: El Club Atlético Sarmiento y el Club Atlético Villa Alvear, en los cuales también se registran enfrentamientos entre las parcialidades.

## Datos del club
- Temporadas en Primera División: 1
  - Torneo Nacional: 1971
- Temporadas en Segunda División: 1
  - Torneo Regional: 1971
- Temporadas en Tercera División: 1
  - Torneo del Interior: 1988-89
- Temporadas en Cuarta División: 3
  - Torneo Argentino B: 1997-98, 2001-02
  - Torneo Regional Federal Amateur: 2019
- Temporadas en Quinta División: 9
  - Torneo del Interior: 2007, 2008, 2011, 2013, 2014
  - Torneo Federal C: 2015, 2016, 2017, 2018

## Palmarés

### Torneos nacionales
- Torneo Federal C (1): 2018

### Torneos regionales
- Liga Chaqueña de Fútbol (18): 1959, 1970, 1973, 1980, 1982, 1987, Clausura 1995, Oficial 1995, Clausura 1996, Oficial 1996, Clausura 2001, Apertura 2006, Clausura 2006, Oficial 2006, Apertura 2009, Apertura 2013, Oficial 2013, 2014[1]
- Torneo Regional (antigua segunda categoría) (1): 1971[12]
- Torneo Federativo (1): 2012